# イルベル・ラマダニ
イルベル・ラティフ・ラマダニ（Ylber Latif Ramadani、1996年4月12日 - ）は、ドイツ・シュタルンベルク出身のサッカー選手。セリエA・USレッチェ所属。ポジションはミッドフィールダー。アルバニア代表。

## クラブ経歴
ドイツのシュタルンベルクに生まれ、祖国のコソボでキャリアをスタートさせた。2015年12月、カテゴリア・スペリオレのFKパルティザニ・ティラナに移籍した。
2017年6月14日、デンマークのヴェイレBKへ移籍し、4年契約を結んだ。
2021年6月14日、フリーでMTKブダペストFCへ加入した。
2022年6月8日、スコティッシュ・プレミアシップに所属していたアバディーンFCへ3年契約で移籍した。
2023年8月4日、USレッチェと3年契約を結んだ。

## 代表経歴
世代別代表の初めはコソボを選択したが、2018年3月26日、親善試合のノルウェー代表戦にて後半終了間際から途中出場し、アルバニア代表デビューを飾った。代表初ゴールは2019年11月16日に行われたUEFA EURO 2020予選のモルドバ代表戦であり、2-0での勝利に貢献した。
ドイツで行われるUEFA EURO 2024のメンバーにも選出され、グループステージのイタリア戦、クロアチア戦、スペイン戦全てに先発出場したが、チームは1分2敗のグループ最下位で敗退となった。